# Кешан
Кешан (тур. Keşan) — город и район в провинции Эдирне (Турция).

## История
Страбону город с таким названием неизвестен. Никита Хониат называет его Рузионом, а Жоффруа де Виллардуэн - Руссой. Здесь в январе 1206 года участники 4-го крестового похода потерпели сильное поражение от войск болгарского царя Калояна.
Сегодняшнее имя восходит к греческому Киссене или Кессани [Κισσηνη]. В 1912 году город насчитывал 10 тыс. жителей, в основном греков. С началом Первой мировой войны начались гонения на греков Восточной Фракии. В результате, согласно переписи 1920 года в городе осталось только 5300 греков. По Севрскому Миру 1920 года город отходил к Греции. Греческая администрация закрепила за городом его древнее имя Киссене, поскольку турки до того именовали его Рускиой. 
Лозанские соглашения 1923 года вынудили Грецию передать Восточную Фракию уже Республике Турция и греческое население было вынуждено переселиться в Западную Фракию, Греция где основало городок Неа Кессани — Новый Кешан в номе Ксанти.

## Население
В 1912 году в городе и районе проживало:
- Греки — 12 343 чел.
- Турки — 11 370 чел.
- Болгары — 2 000 чел.[3]

Национальный состав на 2018 год: греки — 55 %, турки — 45 %.